# Dagebüll

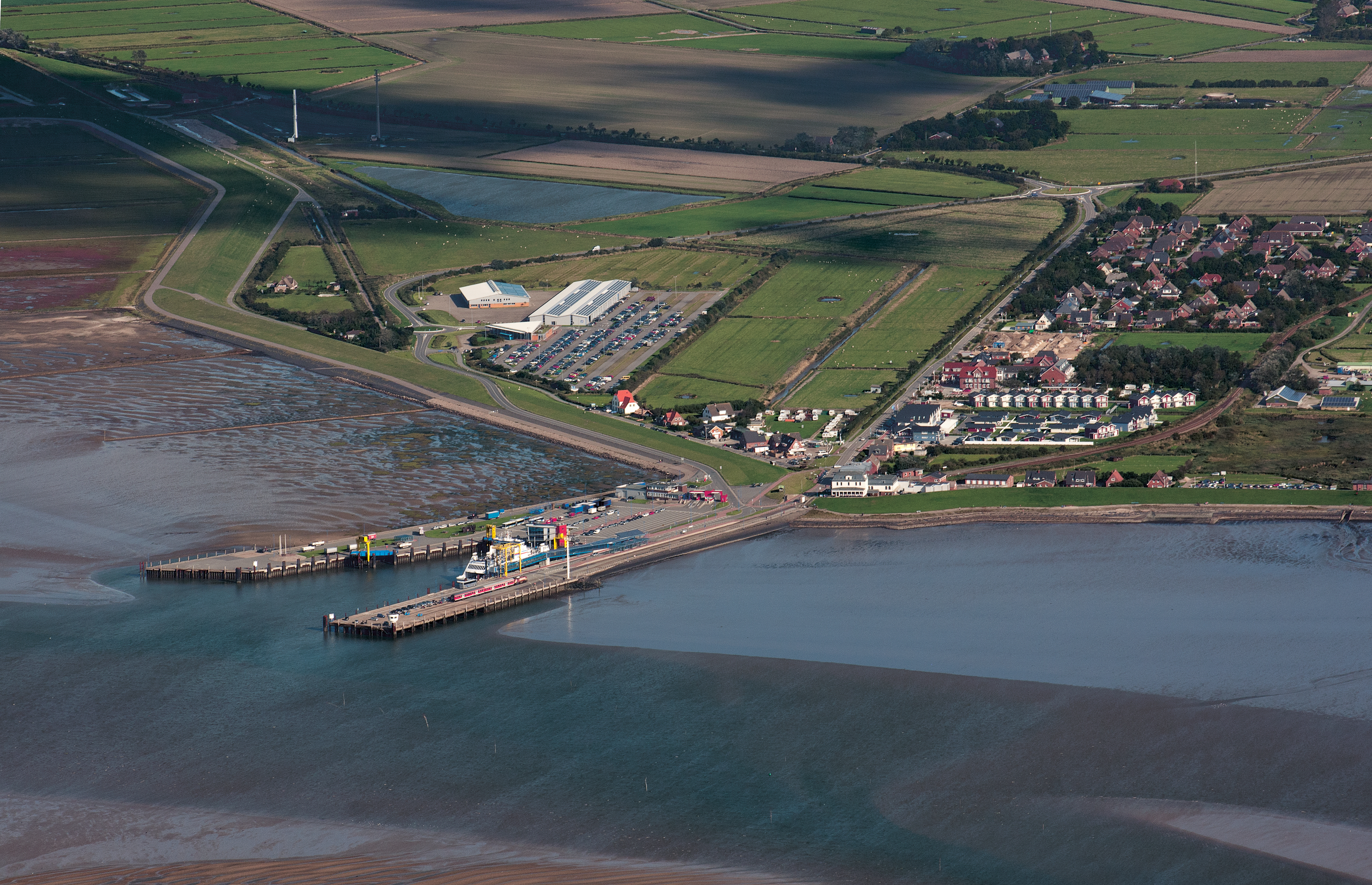
Dagebüll

Dagebüll (północnofryz. Doogebel, duń. Dagebøl) – gmina w Niemczech w kraju związkowym Szlezwik-Holsztyn, w powiecie Nordfriesland, wchodzi w skład Związku Gmin Südtondern.